# PStB 5
Die Dampflokomotive PStB 5 war eine schmalspurige Lokomotive der meterspurigen Plettenberger Straßenbahn. Sie wurde 1901 von der Erfurter Maschinenfabrik Christian Hagans hergestellt und war bis 1908 bei der  Plettenberger Straßenbahn im Dienst. Dann wurde sie an die Ruhr-Lippe-Eisenbahnen als RLE 17 verkauft, wo sie bis zum Ersten Weltkrieg eingesetzt war. Sie wurde dann an die Heeresfeldbahn abgegeben und ist verschollen.

## Geschichte
Durch den Bau der Oestertalsperre war eine Verkehrszunahme auf der Plettenberger Straßenbahn zu erwarten. Gleichzeitig musste für die Strecke, auf der sonst vorrangig zweiachsige Trambahnlokomotiven eingesetzt wurden, eine stärkere Lokomotive konstruiert werden.
Die Erfurter Maschinenfabrik Hagans hatte eine seitenverschiebbare Hohlachse entwickelt, um Lokomotiven mit größerem Reibungsgewicht und mehreren Treibachsen auf kurvenreichen Strecken mit minimalem Kurvenradius einzusetzen. Auf Grund einer Bestellung von 1901 wurde 1903 die Lokomotive ausgeliefert. Die Lokomotive erhielt entsprechend ihrem Verwendungszweck den Namen Oester und die Nummer 5.
Über die Betriebserfahrungen der komplizierten Lokomotive ist wenig bekannt. Zwar konnte sie einen minimalen Kurvenradius von 15 Metern befahren und besaß eine 50 % höhere Zugkraft als die PStB 3 und 4, die minimale Geschwindigkeit von 15 km/h machte jedoch ihren Einsatz weitgehend kompliziert.

## RLE 17
Als die Oestertalsperre fertiggestellt war, wurde die Lokomotive 1908 an die Ruhr-Lippe-Eisenbahnen abgegeben, wo sie die Nummer 17 erhielt. Die Lok wurde dort vorrangig im bahneigenen Steinbruch in Müschede eingesetzt.
Nach einem Rahmenbruch musste die Lokomotive 1911 bis 1912 umgebaut werden, dabei wurden Kessel und Rahmen um einen Meter verlängert und die dritte Achse im Rahmen fest gelagert. Im Ersten Weltkrieg wurde die Lok 1916 an die Heeresfeldbahn abgegeben, wo sich ihr Spur verliert.

## Technische  Merkmale
Die vorderen beiden Achsen der Lokomotive waren in einem Blechrahmen fest gelagert, das Innen-Triebwerk trieb die erste Achse an. Die zweite Achse war mit der ersten Achse durch außen liegende Kuppelstangen verbunden. Die dritte Achse war als Hohlachse ausgebildet, in einem Bisselgestell im Rahmen gelagert und wurde ebenfalls durch seitenbewegliche Kuppelstangen angetrieben. Dieses Gestell war als Außenrahmen ausgebildet, die Achse wurde über Hallsche Kurbel angetrieben.
Der Kessel wurde von zwei Strahlpumpen gespeist. Er hatte 110 Heizrohre mit einem Außendurchmesser von 44 mm und einem Innendurchmesser von 39,5 mm. Auf dem Kesselscheitel befanden sich zwei Sicherheitsventile Bauart Ramsbotton, ein Dampfläutewerk und der Dampf- sowie der Sanddom.